# Administration du FC Nantes
Cet article présente les aspects concernant l’administration du Football Club de Nantes.

## Propriété et structure juridique

### Historique
Le club naît officieusement le 5 avril 1943 au « café Maurice » (aujourd'hui disparu) situé place du Commerce à Nantes, de la fusion des sections « football » de cinq club nantais : la Saint-Pierre, le Stade Nantais UC, l'AC Batignolles, l'ASO Nantaise et la Mellinet,,.
Le 21 avril suivant, dans une arrière-salle du « café des Alliés », 48 rue de la Fosse à Nantes, le club est officiellement créé sous forme d'association,,. Les actes en sont enregistrés le 18 juin chez maître Dauguet, huissier de justice à Nantes. La structure demeure inchangée jusqu'en 1992. À la suite de la rétrogradation administrative du club en raison de son déficit, le maintien en première division est accordé in extremis sous condition de création d'une SAOS (société anonyme à objet sportif), laquelle est entérinée le 3 juillet sous le nom de « FC Nantes Atlantique », pour un capital réduit de 250 000 francs. Celle-ci prend en charge la section professionnelle, mais l'association est actionnaire majoritaire de la SAOS et demeure directement chargée de la gestion des amateurs et du centre de formation, ainsi que du passif du club. Guy Scherrer est le premier président de la SAOS et Jean-René Toumelin celui de l'association, avant de remplacer Scherrer en 1996. L'association récupère ensuite des actions du FCNA qu'elle détient à 92 % en 1999.
La mairie garde jusque-là, par le biais de l'association qu'elle appuie financièrement, le contrôle du FCNA. Or la mairie souhaite céder cette structure coûteuse et recherche des repreneurs. Le club est finalement cédé à la Socpresse (ex-groupe Hersant), préférée à Michel Reybier (ex-groupe Aoste) et à la firme Titus Interactive le protocole d'accord est signé entre l'association et le groupe privé le 6 juin 2000 et la reprise est signé le 6 juillet après transformation des statuts de l'association par 125 voix contre 23. Cette reprise est assortie d'un engagement de la Socpresse d'apporter 153 millions de francs au FCNA dans les quatre ans. En juin 2001, la Socpresse prend réellement possession du club en effectuant une transformation de la SAOS en SASP (société anonyme sportive professionnelle), assortie d'une augmentation de capital. Après le rachat de la Socpresse par le groupe Dassault en 2004, Serge Dassault devient le propriétaire effectif du club, et place Rudi Roussillon à sa tête en 2005. Le club connaît alors un léger changement de structure. Rudi Roussillon annonce une transformation en société anonyme classique. Le FCNA demeure en fait sous forme de SASP,,, mais se dote d'un conseil d'administration en remplacement des anciennes instances (directoire et conseil de surveillance de l'association) : les ponts sont alors quasiment rompus avec l'association, au sein duquel la Socpresse est de toute façon majoritaire, et qui ne gère plus que les poussins et cadets, le restant (centre de formation compris) revenant à la SASP.
Enfin, le club est repris en 2007 par Waldemar Kita, grâce à sa fortune personnelle. Dassault préfère son offre à celle de Michel Moulin également sur les rangs. Aucun changement de structure n'intervient mais Kita modifie le nom de la SASP pour retrouver le nom initial de FC Nantes. Le président réfléchit toutefois à une possible ouverture du capital, sous forme de partenariat ou de cotation en bourse.

### Budget et organigramme actuel
Le FC Nantes est une SASP au capital de 500 000 euros, et au budget de 38 millions d'euros pour la saison 2015-2016. On notera la sévère réduction du capital du club à la suite de la relégation en Ligue 2, celui-ci s'élevant auparavant à 4 991 625 euros.
- Président-Directeur Général : Waldemar Kita
- Directeur Général Délégué, Développement et Marketing : Franck Kita
- Directeur des Opérations : Luc Delatour
- Directrice Administrative et Financière : Blandine Capitaine
- Directeur Commercial : Éric Chevrier

## Présidents
Le président du FC Nantes est considéré comme celui dirigeant la structure professionnelle, en particulier à partir de 1992, après la scission entre l'association et la SAOS.
Le premier président du club fut Marcel Braud, présent de la Saint-Pierre, le principal club fondateur de FCN, qui laissa la place au moment de la Libération à Marcel Saupin, autre cofondateur du club. Celui-ci laisse son poste à la fin de la saison 1954-1955, pour cause de maladie et pour devenir président de la Ligue de l'Ouest. Jean Le Guillou, entrepreneur de BTP et principal mécène, inquiété comme collaborateur à la Libération et qui s'était exilé en Suisse, revient après les lois d'amnistie de 1951, et prend la direction du club en 1955, mais, contesté, il est remplacé en 1958 à l'initiative de la municipalité par Charles Stephan, banquier en retraite. Jean Clerfeuille (vice-président) et Louis Fonteneau entrent à ce moment dans le comité directeur. Stephan quitte son poste au milieu de la saison, mis en minorité par le comité directeur après avoir souhaité le remplacement de l'entraîneur Louis Dupal.
Jean Clerfeuille, agent commercial en produits alimentaires, accepte de prendre la suite. Il demeure président pendant sept saisons qui voient le FCN monter en première division et remporter deux titres de champion national. Critiqué après deux saisons plus difficile, il démissionne le 2 décembre 1968. Le joueur Paul Courtin propose une formule d'autogestion par les joueurs, qui n'aboutit pas : Louis Fonteneau, agent commercial, accepte finalement en 1969 la fonction de président, en tant qu'intérimaire, fonction qu'il conserve en fait jusqu'en 1986. Max Bouyer prend alors la relève, jusqu'en 1992, où il se voit contraint de démissionner en raison de la situation financière et du changement de statut. Le FC Nantes est sauvé sous la direction de Guy Scherrer, PDG de la Biscuiterie nantaise qui devient président de la SAOS et investit au sein du club. Il quitte son poste en 1996 et laisse la place à Jean-René Toumelin, dentiste de profession, venu de l'association. Celui-ci quitte son poste fin 1998, alors que le FCNA sort à peine d'une crise sportive, au profit de Kléber Bobin, fonctionnaire à la retraite nommé le 6 janvier 1999.
Après la reprise par la Socpresse, ce dernier est remplacé par Jean-Luc Gripond à la tête de la nouvelle SASP. Puis, Serge Dassault, nouveau propriétaire effectif en 2004 nomme Rudi Roussillon à sa place,, puis remplace ce dernier (officiellement démissionnaire) par Luc Dayan qui, chargé de « rechercher des partenaires capitalistiques », gère en fait la revente du club, effective le 2 août. Le nouvel actionnaire majoritaire, Waldemar Kita, assume conjointement le rôle de président et directeur général.
| Années                     | Présidents         | Nationalité | Titres remportés pendant le mandat                         |
| 1943-1944                  | Marcel Braud       | France      |                                                            |
| 1944-1955                  | Marcel Saupin      | France      |                                                            |
| 1955-1958                  | Jean Le Guillou    | France      |                                                            |
| 1958-1959                  | Charles Stephan    | France      |                                                            |
| 1959-1968                  | Jean Clerfeuille   | France      | championnats 1965, 1966                                    |
| Janvier 1969-décembre 1986 | Louis Fonteneau    | France      | championnats 1973, 1977, 1980, 1983 ; coupe de France 1979 |
| 1986-1992                  | Max Bouyer         | France      |                                                            |
| 1992-1996                  | Guy Scherrer       | France      | championnat 1995                                           |
| 1996-1998                  | Jean-René Toumelin | France      |                                                            |
| 1999-2001                  | Kléber Bobin       | France      | championnat 2001, coupe de France 1999, 2000               |
| 2001-2005                  | Jean-Luc Gripond   | France      |                                                            |
| 2005-2007                  | Rudi Roussillon    | France      |                                                            |
| Juin-juillet 2007          | Luc Dayan          | France      |                                                            |
| 2007-                      | Waldemar Kita      | France      | coupe de France 2022                                       |

Les présidents de l'association FC Nantes depuis la création de la SAOS en 1992 sont : Jean-René Toumelin (1992-1996), Claude Boumard (1996-1999), René Degenne (1999-2001), Kléber Bobin (depuis 2001).

## Aspects économiques et financiers

### Finances et relations avec la municipalité
Le FC Nantes connaît très tôt des problèms financiers chroniques. Dès 1949, la municipalité doit accorder un prêt de 2,5 millions de francs pour sauver le club. Le club est bientôt de nouveau endetté, à hauteur de 7 millions de francs en 1955. Des problèmes qui sont la cause de la vente de nombreux joueurs talentueux. La municipalité assure périodiquement l'équilibre, ce qui semble finalement logique dans les années 1960-1970 : au plus fort des succès nantais, la ville récupère plus que ses subventions grâce à sa part de revenus dans la billetterie du stade Marcel-Saupin. Mais les finances du FCN, qui ne peut plus rivaliser avec les montants de salaires et de transferts des autres clubs redeviennent déficitaires dès le milieu des années 1980 : 20 millions de francs en 1986, 36 millions de francs en 1990 et enfin 61,5 millions de francs en 1992, ce qui entraîne le changement de statut. L'association est chargée de la dette, mais le remboursement de celle-ci est imposé par l'association à la SAOS, ce qui entraîne la vente de nombreux joueurs par les présidents Scherrer et Toumelin, contre leur gré.
La cession à la Socpresse doit apaiser la situation. Pourtant la vente des joueurs pour assainir les comptes se poursuit sous la présidence Gripond, et lorsque Rudi Roussillon reprend la présidence, un déficit de 16 millions d'euros est révélé, dont 9 pour le seul exercice 2004-2005. Le déficit est couvert par l'actionnaire Serge Dassault, qui doit de nouveau effectuer un versement au terme de la saison 2005-2006. L'équilibre semble donc demeurer précaire, bien que les informations soient rares depuis la reprise par Waldemar Kita.
Les relations avec la municipalité se sont atténuées, avec des subventions annuelles de l'ordre de 1,52 million d'euros dans un premier temps,, et plus récemment de 300 000 euros,. Il faut y ajouter la subvention en nature que constitue l'usage à titre gratuit du stade de la Beaujoire[réf. nécessaire].

### Économie

#### Sponsors
Les premiers sponsors du club, en 1972, sont Michel Axel (domicile) et Crozatier (extérieur). En 1973, le FCN passe un contrat avec les éditions Hachette et arborent des maillots « Tout l'Univers », pour environ quarante millions d'anciens francs (Michel Axel sponsorise dès lors Marseille). Le FCN porte ensuite pendant deux ans un maillot « Café de Côte d'Ivoire » avant d'adopter en 1976 le sponsor « Europe 1 » : la radio demeure pendant dix ans sur le devant des maillots nantais, le 1 formant en général une barre oblique verte. D'autres sponsors font leur apparition : Canal+ (sur tous les maillots de première division) sous le blason, le conseil général de la Loire-Atlantique (« 44 ») sur le short. Maisons Mikit devient le sponsor principal de 1988 à 1991, puis Eurest de 1991 à 1998. Synergie, apparu sur les maillots à partir de 1996, devient le sponsor principal en 1998 et le demeure jusqu'à aujourd'hui, en grands caractères rouges. Le sponsor extérieur change régulièrement : Loxam (1997-2003), Paprec (2003-2005), Gamebookers (2006-2007, l'interdiction du sponsoring par des sites paris en ligne menant à un maillot vierge de sponsor pendant une grande partie de la saison), Synergie (2007-2008), Profil+ (2008-2009).
Pour la saison 2008-2009 les sponsors principaux sont: Synergie, Profil+, Paprec, Corem

#### Produits dérivés
La première boutique de produits dérivés ouvre dans les années 1970 rue de la Bastille. Elle est ensuite déplacée rue des Halles où elle se trouve toujours. Cherchant à renforcer les ressources du club, le président Kita a notamment décidé l'ouverture d'une nouvelle boutique officielle sur le site de la Beaujoire (inaugurée à l'automne 2009), ainsi que la création d'une ligne directe « Allô FC Nantes » et d'un service de taxis-motos.